# Sebastian Kroehnert
Sebastian Kroehnert (* 17. August 1980 in Oberhausen) ist ein deutscher Schauspieler.

## Leben
Einem breiten Publikum wurde Sebastian Kroehnert durch seine durchgehenden Rolle als Niko Pütz in der Fernsehserie Mein Leben & Ich bekannt. Daneben spielte Kroehnert in zahlreichen Film- und Fernsehproduktionen in Haupt- und Nebenrollen. Besonders nennenswert sind dabei die Hauptrolle in Rolf Silbers Fernsehfilm Voll korrekte Jungs (2002) oder im Kinofilm Kleinruppin forever (2004) von Carsten Fiebeler und in dem Kurzfilm Craniumfaktor (1999) der London International Film School unter der Regie von Lutz Heineking.
Kroehnert ist verheiratet und hat zwei Kinder.

## Filmografie
- 1992: Die Lok
- 1995: Svens Geheimnis (Fernsehfilm)
- 1999: Das Biest im Bodensee (Fernsehfilm)
- 1999: Balko (Fernsehserie, 1 Episode)
- 2000: Wolffs Revier (Fernsehserie, 1 Episode)
- 2000: Nikola (Fernsehserie, 1 Episode)
- 2000: Schule
- 2001: Herz im Kopf
- 2001–2009: Mein Leben & Ich (Fernsehserie, 73 Episoden)
- 2002: Kolle – Ein Leben für Liebe und Sex (Fernsehfilm)
- 2002: Voll korrekte Jungs (Fernsehfilm)
- 2002: Rosa Roth (Fernsehserie, 1 Episode)
- 2003: Mädchen Nr. 1 (Fernsehfilm)
- 2003: Die Klasse von ’99 – Schule war gestern, Leben ist jetzt
- 2004: Ein Zwilling ist nicht genug
- 2004: Kleinruppin forever
- 2004: Die Nacht der lebenden Loser
- 2005: Abschnitt 40 (Fernsehserie, 1 Episode)
- 2006: Tatort – Das zweite Gesicht
- 2007: Nichts ist vergessen (Fernsehfilm)
- 2008: Hardcover
- 2008: Plötzlich Papa – Einspruch abgelehnt!
- 2009: Pastewka (Fernsehserie, 1 Episode)
- 2010: Alarm für Cobra 11 (Fernsehserie, 1 Episode)
- 2011: SOKO Stuttgart (Fernsehserie, 1 Episode)
- 2012: Danni Lowinski (Fernsehserie, 1 Episode)
- 2012: Der Klügere zieht aus (Fernsehfilm)
- 2013: Der letzte Bulle (Fernsehserie, 1 Episode)
- 2014: Heiter bis tödlich: Koslowski & Haferkamp (Fernsehserie, 1 Episode)
- 2015: Wer Wind sät – Ein Taunuskrimi
- 2018: Im Wald – Ein Taunuskrimi
- 2019: 3 Engel für Charlie (Charlie’s Angels)

## Auszeichnungen
- 2002: Nominierung: Deutscher Fernsehpreis in der Kategorie „Beste Serie“ für Mein Leben und ich